# Клецки, Ника Витальевна
Ника Витальевна Клецки (род. 27 января 1990, Ленинград) — российская мотогонщица, международный мастер спорта по шоссейно-кольцевым мотогонкам, спортсменка, художница.

## Биография

### 2008 год
Первый опыт соревнований на ледовых гонках.

### 2009 год
Выход в профессиональный спорт: победа во всероссийском отборе на вступление в российскую команду по шоссейно-кольцевым мотогонкам класса SuperSport Yakhnich Motorsport.

### 2010 год
Выиграв все гонки в своем классе соревнований, стала Чемпионкой России в женском зачёте, а также серебряным призёром кубка России в общем зачёте (среди мужчин) и серебряным призёром командной гонки чемпионов (среди мужчин).

### 2011 год
Одержала победу в открытом Чемпионате Финляндии, соревнуясь с опытными спортсменами-мужчинами, лидерами национальных чемпионатов Скандинавии, стала чемпионкой Финляндии в классе MINIGP (среди мужчин).

### 2012 год
Ника Клецки проводит ряд успешных тестов на мировых трассах в Италии и Испании, в классах 125cc и STK600, выступая на 600-кубовом спортбайке.

### 2013 год
Ника Клецки заявила о своем уходе из профессионального спорта, мотивировав это чрезмерной коммерциализацией мотоспорта и неоправданными рисками для здоровья. В настоящее время занимается другими экстремальными видами спорта: сноубордингом и скейтбордингом.

## Триатлон
С 2013 года Ника Клецки принимает участие во всероссийских соревнованиях по триатлону. В 2015 году заняла 2 место среди женщин в соревнованиях А1 Триатлон-спринт Кубка Федерации триатлона России .

## Художественная деятельность
Ника Клецки состоит в Союзе свободных художников. Картины являются достоянием частных коллекций России, Казахстана, Финляндии и Испании.